# سال‌آمونیاک

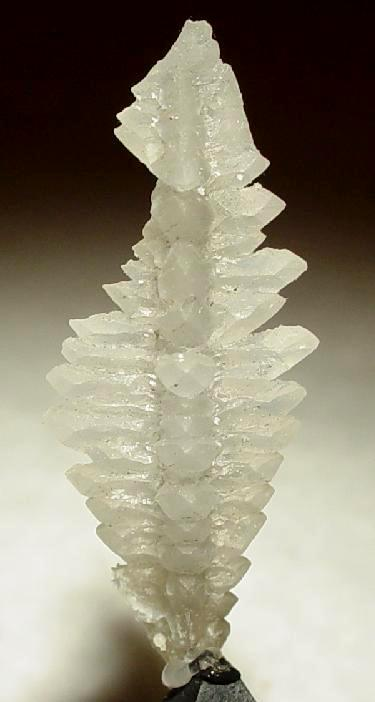
کریستال سال آمونیاک از روستای راوات، تاجیکستان. یکی از غیرعادی‌ترین نمونه‌های کریستال سال‌آمونیاک که در منطقه روستای راوات در نزدیکی رودخانه یغناب، یافت شد. جایی که کریستال‌ها به شکل شاخه‌هایی پر مانند یا سه‌بعدی رشد کرده‌اند. اندازه: مینیاتوری، 3.3x 1.4 x ۱٫۴ سانتی‌متر

سالامونیاک، همچنین سال آمونیاک یا سالمیاک، یک ماده معدنی طبیعی نادر است که از کلرید آمونیوم، NH4Cl تشکیل شده‌است. این ماده به شکل‌ها و رنگ‌های مختلفی در طبیعت وجود دارد. نظیر بلورهای بی‌رنگ، سفید یا زرد مایل به قهوه ای در حالت ایزومتریک-هگزوکتادرال. این ماده معمولاً شکاف بسیار نازکی دارد و با اعمال نیرو به شکل شکستگی کونوئیدی می‌شکند. سال آمونیاک کاملاً نرم است و میزان سختی آن بین ۱٫۵ تا ۲ با معیار سختی موس است و چگالی نسبی آن پایین ۱٫۵ است. این ماده محلول در آب است و میزان انحلال به نسبت بالایی دارد. سال آمونیاک همچنین نام باستانی ترکیب شیمیایی کلرید آمونیوم است. اصطلاح سال آمونیاک تا حد زیادی در قرن بیستم از کاربرد عمومی خارج شد. اما امروزه به کانی آمونیوم کلرید و فرم طبیعی آن، سال آمونیاک می‌گویند.
پلینیوس نویسنده و تاریخ‌نگار روم باستان در جلد سی و یکم کتاب تاریخ طبیعی خود، به نمکی به نام آمونیاکوم اشاره می‌کند که در آن زمان در استان رومی سیرنایکا تولید می‌شده، این نام گذاری به دلیل نزدیکی محل تولید آن به نام یک معبد در این نزدیکی بوده‌است، معبدی به نام ژوپیتر آمون (به یونانی Ἄμμων آمون). با این حال، توصیف پلینیوس از این نمک با خواص آمونیوم کلرید مطابقت ندارد. با توجه به تفسیر هربرت هوور در ترجمه انگلیسی او از تاریخچه فلزات اثر جورجیوس آگریکولا، احتمالاً نمکی که پلینوس از آن یاد کرده، نمک دریایی معمولی بوده‌است. در هر صورت، آن نمک در نهایت نام آمونیاک و ترکیبات آمونیوم را به خود داد.
اولین ارجاع تأیید شده به سال آمونیاک به عنوان کلرید آمونیوم در کار گروهی چند شیمی‌دان اروپایی به نام سودو-گِبِر است که تحت عنوان کتاب در جست و جوی حقیقت چاپ شده است، در بخشی از این کتاب در فصل "آماده سازی سالیس آرمونیاک (De Salis armoniaci præparatione)" شیوه آماده‌سازی سال آمونیاک آمده‌است، سالیس آرمونیاک نامی رایج در قرون وسطی برای سال آمونیاک بود.
دو ویژگی سال آمونیاک را در میان شیمی دانان و کیمیاگران عرب بسیار پراهمیت کرد: ۱) خاصیت رنگ‌آمیزی (و در برخی موارد حلال کامل) فلزات، و ۲) طریقه کشف آنها؛ زیرا سال آمونیاک از تقطیر برخی از مواد حیوانی تولید می‌شد و این مطلب برای کیمیاگران آن زمان مطلب مهمی بود. این ماده همچنین به‌عنوان مادهٔ خارج شونده در تقطیر موی حیوانات، کیمیاگران عرب را متقاعد کرد که اکسیرهای کیمیاگری را باید از طریق تقطیر مواد آلی جست‌وجو کرد که شاید با تصور قبلی آن‌ها هم مطابقت داشت. سال آمونیاک به همان اندازه که برای شیمی دانان عرب مهم بود، مورد علاقه اروپایی‌ها هم بود، و چون کیمیا جای خود را به شیمی و پزشکی داد، نقش سال آمونیاک به سرعت از کلیدی برای تهیه سنگ حیات و اکسیرهای کیمیاگری، به عنصری حیاتی در تولید دارو در پزشکی و داروسازی تغییر کرد.
سال آمونیاک معمولاً به صورت لایه لایه و پوشیده شده، از تصعید آتشفشانی در اطراف دریچه‌های آتشفشان‌ها تشکیل می‌شود و در اطراف دودخان‌های آتشفشانی، رسوبات کود مرغی و درزهای زغال‌سنگ‌های داغ یافت می‌شود. در کانی این ماده، مواد معدنی مرتبط مثل زاج سدیم، گوگرد بومی و سایر مواد معدنی آتشفشانی یافت می‌شود. این ماده در برخی از آتشفشان‌های فعال یافت می‌شود، برخی کوه‌های آتشفشانی قابل توجه عبارتند از: تاجیکستان. کوه وزوویوس در ایتالیا؛ و کوه‌های پاریکوتین، میچوآکان در مکزیک.

## کاربردها
این ماده به‌طور معمول برای تمیز کردن سیم لحیم، در لحیم کاری پنجره‌های رنگی استفاده می‌شود. در جواهرسازی و پالایش فلزات گران بها، کربنات پتاسیم به طلا و نقره در ظرف مخصوص ذوب فلزات با پوشش بوراکس اضافه می‌شود تا براده‌های آهن یا فولادی که ممکن است ضایعات را آلوده کرده باشند، خالص کنند. سپس این جواهرات و فلزات گران بها با هوا خنک می‌شوند و با مخلوط یک به یک پودر زغال سنگ و سال آمونیاک ذوب می‌شود تا یک شمش محکم از فلز یا آلیاژ مربوط به دست بیاید؛ مثلاً در مورد نقره آلیاژ مورد نظر به همراه ۷٫۵٪ مس است که طلای کارات هم نام دارد.
سال آمونیاک در گذشته در محصولات نانوایی هم استفاده می‌شده تا به کلوچه‌ها یا بیسکویت‌ها بافت ترد بدهد، اما کاربرد سال آمونیاک یا سایر ترکیبات آمونیاک مثل کربنات آمونیوم در پخت و پز، و حرارت پخت مواد غذایی، به‌طور کلی با تولید بیکینگ پودر یا جوش شیرین مدرن (بی کربنات سدیم) جایگزین شد. همچنبن، سال آمونیاک، در تولید شیرین بیان سالمیاک هم استفاده می‌شود، که از شیرین بیان سالمیاک در خیلی از شیرینی‌های امروزی استفاده می‌شود، به عنوان مثال در شیرین بیان شور یا پاستیل سالمیاک، از این شیرین بیان استفاده شده‌است. در ایران، تاجیکستان، هند، پاکستان و کشورهای عربی به آن «نوشادر» می‌گویند و برای ترد شدن تنقلاتی مانند سمبوسه و جلبی استفاده می‌شود. علاوه بر این، سال آمونیاک یا گاهی همتای مصنوعی آن برای تولید حمام‌های خنک‌کننده و همچنین در رنگرزی و دباغی چرم کاربرد دارد (همچنین به کاربرد کلرید آمونیوم مراجعه کنید).
سال آمونیاک فرآوری شده (کلرید آمونیوم) الکترولیت در سلول‌های پیل لکلانشه، پیشرو باتری خشک بود. یک میله کربن و یک میله یا استوانه از جنس روی الکترودها را تشکیل می‌دادند و سال آمونیاک الکترولیت آنها بود.
همچنین سال آمونیاک توسط پزشکان اسلامی برای اهداف دارویی وارد داروخانه‌های برخی کشورهای اسلامی شد.
ماده به دست آمده از سال آمونیاک یعنی کلرید آمونیوم به عنوان خلط آور در درمان سرفه استفاده می‌شود. اثر خلط آور آن ناشی از اثر تحریکی بر روی مخاط برونش است که باعث تولید مایع اضافی دستگاه تنفسی می‌شود که احتمالاً فرایند سرفه را راحت تر می‌کند. نمک‌های آمونیوم تحریک کننده مخاط معده هستند و ممکن است باعث تهوع و استفراغ شوند. کلرید آمونیوم به عنوان یک عامل اسیدی سیستمیک در درمان آلکالوز متابولیک شدید، در آزمایش بارگذاری اسید خوراکی، برای تشخیص اسیدوز توبولار کلیوی دیستال، برای حفظ pH ادرار و میزان اسیدی بودن آن، و در درمان برخی از اختلالات دستگاه ادراری استفاده می‌شود.